# Rhopalocerus setulosus
Rhopalocerus setulosus is een keversoort uit de familie somberkevers (Zopheridae). De wetenschappelijke naam van de soort werd in 1898 gepubliceerd door Léon Marc Herminie Fairmaire.